# Franchinus Gaffurius
Franchinus Gaffurius, także Franchino Gafurius, Gaffurio, Gafori (ur. 14 stycznia 1451 w Lodi, zm. 25 czerwca 1522 w Mediolanie) – włoski kompozytor i teoretyk muzyki.

## Życiorys
Zgodnie z wolą rodziców wstąpił do klasztoru benedyktynów w Lodi, gdzie w latach 1473–1474 uczył się muzyki u pochodzącego z Flandrii Johannesa Godendacha. Śpiewał też w chórze katedry w Lodi. Samodzielnie studiował i kopiował średniowieczne traktaty muzyczne i dzieła autorów antycznych. W 1474 roku otrzymał święcenia kapłańskie, porzucił jednak życie duchowne i wyjechał wraz z ojcem do Mantui. W 1477 roku na zaproszenie doży Prospera Adorno udał się do Genui, skąd rok później na skutek rozruchów uciekł wraz z dworem do Neapolu. W latach 1478–1480 przebywał na neapolitańskim dworze Ferdynanda I, gdzie poznał m.in. Johannesa Tinctorisa, Bernharda Ycarta i Guillelmusa Guarneriusa. W 1480 roku wrócił do Lodi, działał jako nauczyciel śpiewu na zamku biskupa Carla Pallavicino w Monticelli d’Ongina. W latach 1483–1484 był kierownikiem muzycznym katedry w Bergamo, następnie od 1484 roku do końca życia kapelmistrzem katedry w Mediolanie. Prowadził katedralny chór, uczył śpiewu chłopców, zatrudniał nowych muzyków i dbał o dobór repertuaru, zreorganizował zespół katedralny i wprowadził dla niego stroje służbowe. Działał też jako muzyk na dworze Ludwika Sforzy. 
Pisał poezje w języku łacińskim. Zgromadził obszerną bibliotekę, kopiował i i studiował średniowieczne traktaty teoretyczne poświęcone muzyce, a także dzieła starożytnych autorów z różnych dziedzin. Przyjaźnił się z Leonardem da Vinci, który prawdopodobnie namalował jego portret.

## Twórczość
Zasłynął przede wszystkim jako teoretyk, w swoich pracach teoretycznych dokonał syntezy ówczesnej wiedzy o muzyce, usystematyzował zasady komponowania i wykonawstwa muzyki, podał reguły kontrapunktu. W swojej myśli nawiązywał do dorobku Boecjusza, Ugolina z Orvieto i Johannesa de Muris. Prowadził głośną ówcześnie polemikę z Giovannim Spataro. Jako kompozytor pisał głównie msze i motety, a także madrygały. Jego dzieła utrzymane były w duchu polifonii szkoły franko-flamandzkiej, z widocznymi elementami muzyki włoskiej. Cechują się przejrzystością budowy, wyraźnie zarysowaną i płynną linią melodyczną i stosowaniem pełnych współbrzmień. Posługiwał się przeważnie 4-głosem, rzadziej 3-głosem, stosował też technikę rozbijania faktury 4-głosowej na dialogujące fragmenty 2-głosowe.
Był autorem prac Theoricum opus (wyd. Neapol 1480), Theorica musica (wyd. Mediolan 1492), Practica musicae (wyd. Mediolan 1496, wyd. zrewid. 1508 pt. Angelicum ac divinum opus musicae), De harmonia musicorum instrumentorum opus (wyd. Mediolan 1518), Apologia adversum Ioannem Spatarium (wyd. Turyn 1520), Epistula prima in solutiones obiectorum Io. Vaginarii Bononien (wyd. Mediolan 1521), Epistula secunda apologetica (wyd. Mediolan 1521), a także pozostawionych w rękopisach Extractus parvus musicae (ok. 1474), Tractatus brevis cantus plani (ok. 1474), Theoriae musicae tractatus (ok.. 1479), Micrologus vulgaris cantus plani (ok. 1482).